# Quand je serai parti... vous vivrez encore
Pour plus de détails, voir Fiche technique et Distribution.
Quand je serai parti… vous vivrez encore est un film québécois sorti en 1999. Réalisé par Michel Brault, ce drame historique comportant une part de fiction est un récit de la Rébellion des Patriotes de 1837 et 1838 qui tenta de faire du Bas-Canada, maintenant le Québec, une république démocratique et indépendante de l'Empire britannique.

## Description
L'œuvre met en scène le personnage fictif de François-Xavier Bouchard ainsi que la véritable figure historique de François-Marie-Thomas Chevalier de Lorimier. La musique fut réalisée par François Dompierre. Le cinéaste Pierre Falardeau dit que Téléfilm Canada utilisa l'acceptation du film de Brault comme excuse pour refuser des fonds pour son propre film au sujet des Patriotes nommé 15 février 1839. Ce refus l'incita à écrire un second long métrage d'Elvis Gratton.
Le principal protagoniste est François-Xavier Bouchard. Ce dernier rentre au Bas-Canada à l'automne 1838 après avoir fui les autorités britanniques aux États-Unis (comme le firent effectivement de nombreux Patriotes) à la suite du premier soulèvement cette année-là. Dès son retour, malgré l'exhortation des membres de sa famille, il rejoint François-Marie-Thomas Chevalier de Lorimier pour une autre tentative. Ils sont réprimés et capturés. Après un procès sommaire, Bouchard, Chevalier de Lorimier et d'autres sont condamnés à mort.

## Fiche technique
- Titre original : Quand je serai parti… vous vivrez encore
- Réalisation : Michel Brault
- Scénario : Michel Brault
- Direction artistique : Louise-Marie Beauchamp
- Costumes : Nicoletta Massone
- Photographie : Sylvain Brault
- Montage : Daniel Arié
- Musique : François Dompierre
- Pays d'origine : Canada (Québec)
- Format : Couleurs - Dolby Digital
- Genre : drame, historique
- Durée : 120 minutes
- Date de sortie : 13 mars 1999

## Distribution
- Francis Reddy - François-Xavier Bouchard
- David Boutin - François-Marie-Thomas Chevalier de Lorimier
- Micheline Lanctôt - Rose-Aimée Bouchard
- Claude Gauthier - Père de François-Xavier Bouchard
- Suzanne Clément - Angèle Bouchard
- Paul Hébert - Grand-père Bouchard
- Emmanuel Bilodeau - Henri Brien
- Pierre Lebeau - François Nicolas
- Rosalie Dumontier - Marguerite Neveux
- Sylvain Landry - Drummond
- Philippe Lambert - Joseph Duquet
- Stéphane Simard - Amable Daunais
- Robert Bouvier
- Roc LaFortune - Pierre-Rémi Narbonne
- Louise Portal - Madame Duquet
- Julian Casey
- James Bradford - Sir James Colborne
- Jean-Robert Bourdage - Saint-Ours
- Louis De Santis - Curé
- Jean-Sébastien Girard - Patriote qui vomit

## À noter
- L'humoriste Bruno Blanchet tourna pour ce film, mais ses scènes furent coupées au montage.